# جولي آر. جولجارد
جولي آر. جولجارد (بالدنماركية: Julie Ølgaard)‏ هي ممثلة دانمركية، ولدت في 29 سبتمبر 1981 بكوبنهاغن في الدنمارك.

## أعمال

### أفلام
- (2006) بعد الزفاف[5]

## وصلات خارجية
- جولي آر. جولجارد على موقع IMDb (الإنجليزية)
- جولي آر. جولجارد على موقع قاعدة بيانات الأفلام العربية
- جولي آر. جولجارد على موقع ألو سيني (الفرنسية)
- جولي آر. جولجارد على موقع أول موفي (الإنجليزية)
- جولي آر. جولجارد على موقع قاعدة بيانات الأفلام السويدية (السويدية)
- جولي آر. جولجارد على موقع قاعدة بيانات الفيلم (الإنجليزية)
- جولي آر. جولجارد على موقع كينوبويسك (الروسية)